# Mo Hayder
Clare Dunkel, también conocida por su seudónimo, Mo Hayder (Essex, 1 de enero de 1962-Bath, 27 de julio de 2021) fue una escritora de ficción criminal y de suspense británica. Escribió más de diez novelas con su seudónimo Mo Hayder y una con Theo Clare cuando comenzó su carrera en 2000. Ganó un premio Edgar en 2012. Su trabajo más conocido fue Birdman, al que siguió la secuela The Treatment. Su último libro, La casa de arena, se publicará en 2022.

## Biografía
Nacida en Essex el 1 de enero de 1962, Hayder creció en Loughton, pero dejó la escuela y el hogar para irse a Londres a los quince años. Fue profesora de inglés como lengua extranjera en Tokio. También trabajó como camarera en un club nocturno y cineasta aficionada. Hayder se educó en The American University y Bath Spa University. Su primera novela, Birdman, se publicó en enero de 2000 y fue un éxito de ventas internacional. Su segunda novela, The Treatment, fue un éxito de ventas del Sunday Times y ganó el premio WH Smith Thumping Good Read en 2002.
Su tercera novela, Tokio, se publicó en mayo de 2004 y fue otro éxito de ventas del Sunday Times. Tokio fue publicada como El diablo de Nankín en los Estados Unidos en marzo de 2005. Pig Island fue su cuarto superventas y se publicó en abril de 2006. Pig Island fue nominada tanto para un premio Barry a la mejor novela policíaca británica como para una daga CWA. Su quinto libro, Ritual, fue el primero de la serie The Walking Man, y fue nominado para el premio CWA Ian Fleming Steel Dagger. Skin es el segundo libro de la serie The Walking Man y fue lanzado a principios de 2009. Gone, el tercer libro de la serie The Walking Man, fue lanzado en febrero de 2011. Gone ganó el premio Edgar a la mejor novela. Su novela Hanging Hill se publicó en 2011, Poppet en 2013, y Wolf en 2014.
Sus novelas fueron controvertidas cuando se publicaron, como Birdman, que se consideró violenta e inquietante. Su otra novela, The Treatment, abordó temas de pedofilia. El San Francisco Chronicle calificó la novela como un «viaje inquietante hacia la mente pedófila». Hayder también escribió el guion de De Behandeling (2014), que fue una película neerlandesa de una adaptación de su libro The Treatment. Poco antes de su muerte, completó una nueva novela El libro de arena, un thriller especulativo escrito bajo el seudónimo de Theo Clare, que se publicó en 2022. 
En diciembre de 2020, le diagnosticaron esclerosis lateral amiotrófica. Falleció el 27 de julio de 2021 por complicaciones de la enfermedad, a los 59 años.